# كفر إبراهيم العايدي
قرية كفر إبراهيم العايدي هي إحدى القرى التابعة لمركز بلبيس في محافظة الشرقية في جمهورية مصر العربية. حسب إحصاءات سنة 2006، بلغ إجمالي السكان في كفر إبراهيم العايدي 4552 نسمة، منهم 2372 رجل و2180 امرأة.

## التاريخ
قرية كفر إبراهيم العايدي من القرى القديمة، حيث وردت باسم «خصوص سعادة» في أعمال الشرقية ضمن قرى الروك الصلاحي التي أحصاها ابن مماتي في كتاب قوانين الدواوين، كما ورد اسم خصوص سعادة في أعمال الشرقية ضمن قرى الروك الناصري التي أحصاها ابن الجيعان في كتاب «التحفة السنية بأسماء البلاد المصرية». وفي العصر العثماني ورد اسمها في التربيع العثماني الذي أجراه الوالي العثماني سليمان باشا الخادم في عصر السلطان العثماني سليمان القانوني ضمن قرى ولاية الشرقية، وفي تاريخ 1228هـ/1813م الذي عدّ قرى مصر بعد المسح الذي قام به محمد علي باشا قسمت أراضي قرية خصوص سعادة إلى قريتي كفر إبراهيم العايدي وكفور العايد ضمن قرى مديرية الشرقية.